# Girl I’m Gonna Miss You
Girl I’m Gonna Miss You ist ein Popsong von Milli Vanilli aus dem Jahr 1989, der von Frank Farian, Peter Bischof-Fallenstein und Dietmar Kawohl geschrieben wurde. Es erschien auf dem Album Girl You Know It’s True.

## Geschichte
Genauso wie bei seinem Vorgänger Blame It on the Rain verwendete man auch hier für die Drums eine Roland TR-808. Die Veröffentlichung fand am 22. Juli 1989 statt. Das Lied wurde in den Vereinigten Staaten, in Kanada, Österreich, der Schweiz, den Niederlanden und Belgien ein Nummer-eins-Hit.

## Song und Musikvideo
Der Song handelt davon, dass der Protagonist die geliebte Person vermisst. Es sei eine Tragödie, dass der Traum vorbei sei.
Im Musikvideo betätigen sich Milli Vanilli als Maler moderner Kunst, und beide sind in eine Galeristin verliebt. Bei einer Vernissage wird ein großes Bild enthüllt: Es zeigt ein Porträt der Galeristin. Sie wendet sich ab und alle Protagonisten verbleiben alleine zurück. Das Musikvideo wurde bei YouTube über 225 Millionen Mal abgerufen.

## Kommerzieller Erfolg

### Chartplatzierungen
| ChartsChartplatzierungen       | Höchstplatzierung | Wochen |
| ------------------------------ | ----------------- | ------ |
| Deutschland (GfK)              | 2 (27 Wo.)        | 27     |
| Österreich (Ö3)                | 1 (18 Wo.)        | 18     |
| Schweiz (IFPI)                 | 1 (23 Wo.)        | 23     |
| Vereinigte Staaten (Billboard) | 1 (21 Wo.)        | 21     |
| Vereinigtes Königreich (OCC)   | 2 (20 Wo.)        | 20     |

| ChartsJahrescharts (1989)      | Platzierung |
| ------------------------------ | ----------- |
| Deutschland (GfK)              | 33          |
| Vereinigte Staaten (Billboard) | 16          |
| Vereinigtes Königreich (OCC)   | 15          |

| ChartsJahrescharts (1990) | Platzierung |
| ------------------------- | ----------- |
| Deutschland (GfK)         | 25          |
| Schweiz (IFPI)            | 13          |

### Auszeichnungen für Musikverkäufe
| Land/Region                  | Auszeichnungen für Musikverkäufe (Land/Region, Auszeichnung, Verkäufe) | Verkäufe  |
| ---------------------------- | ---------------------------------------------------------------------- | --------- |
| Australien (ARIA)            | Platin                                                                 | 70.000    |
| Deutschland (BVMI)           | Platin                                                                 | 500.000   |
| Kanada (MC)                  | Gold                                                                   | 50.000    |
| Niederlande (NVPI)           | Platin                                                                 | 100.000   |
| Österreich (IFPI)            | Platin                                                                 | 50.000    |
| Schweden (IFPI)              | Gold                                                                   | 25.000    |
| Vereinigte Staaten (RIAA)    | Gold                                                                   | 500.000   |
| Vereinigtes Königreich (BPI) | Silber                                                                 | 200.000   |
| Insgesamt                    | 1× Silber · 3× Gold · 4× Platin ·                                      | 1.495.000 |

## Coverversionen
- 1997: Chris Roberts feat. Claudia Roberts (Ich vermiss’ dich)
- 2001: Gregory Abbott
- 2012: Schmeisig
- 2015: Weena Morloch
- 2024: DJane Housekat & Groove Coverage